# Angelo Micheletti (ceramista)

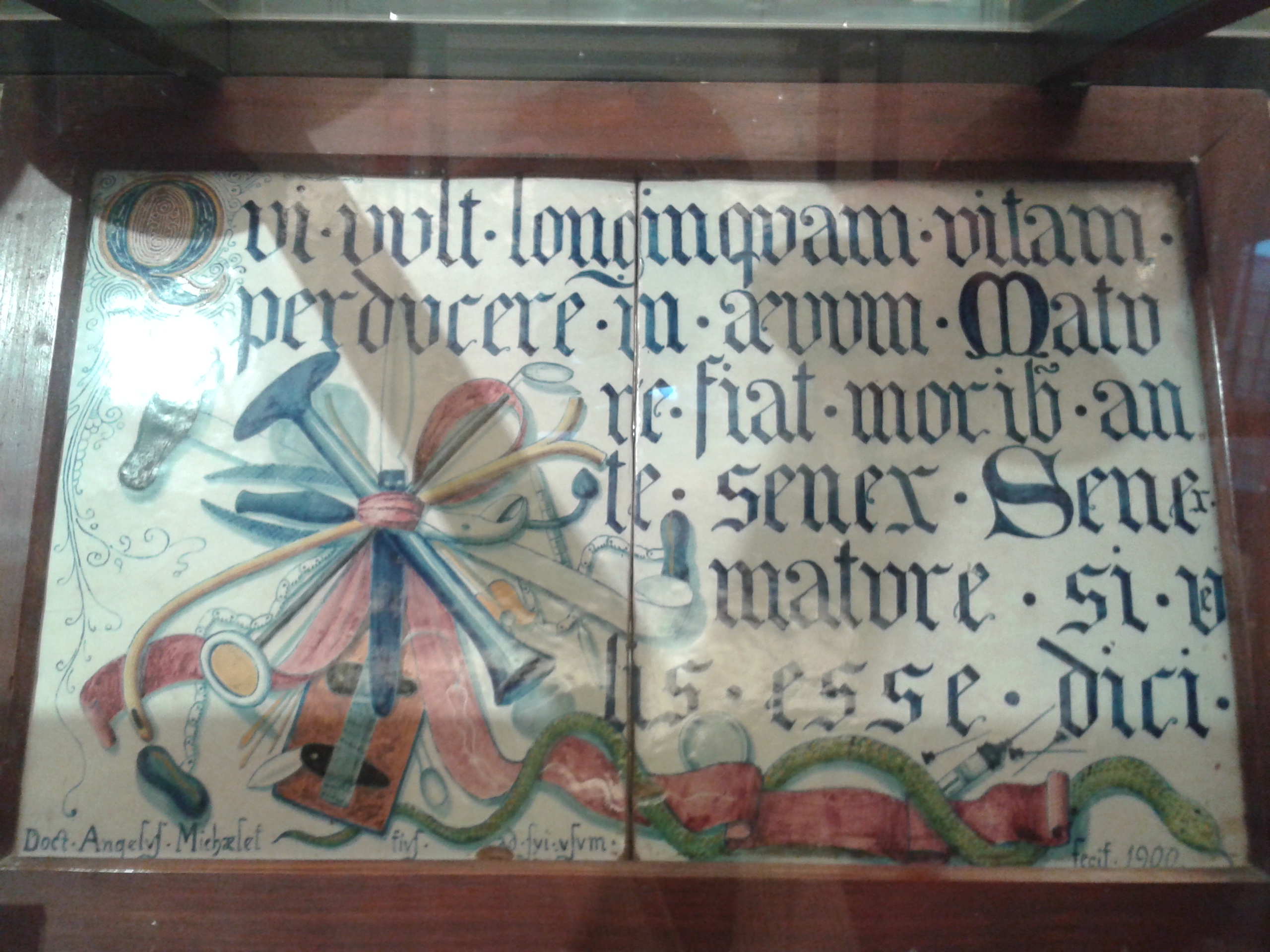
Angelo Micheletti, Pannello con iscrizione latina sulla Medicina, 1900

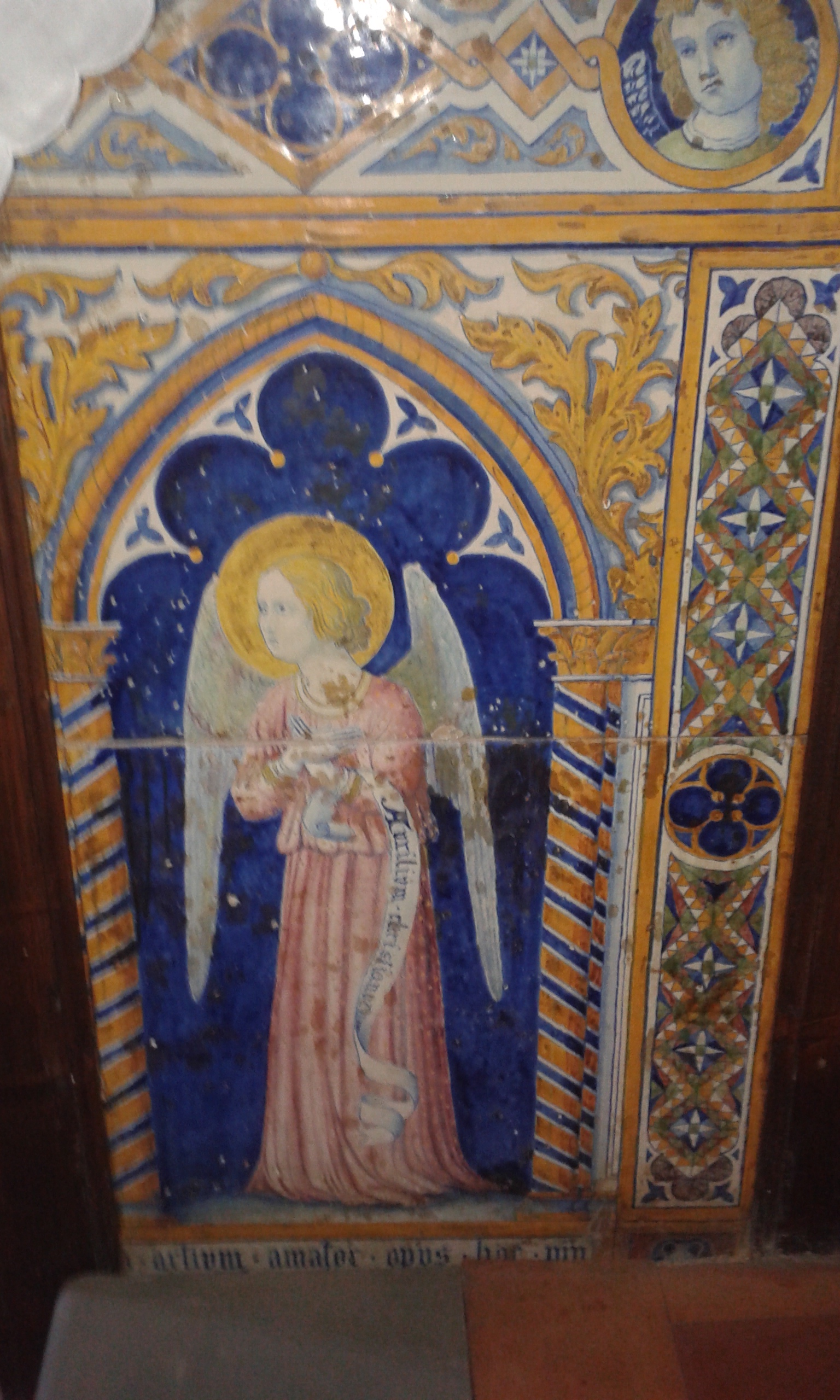
"Cappella del Rosario", Paliotto di Angelo Micheletti, part., 1899

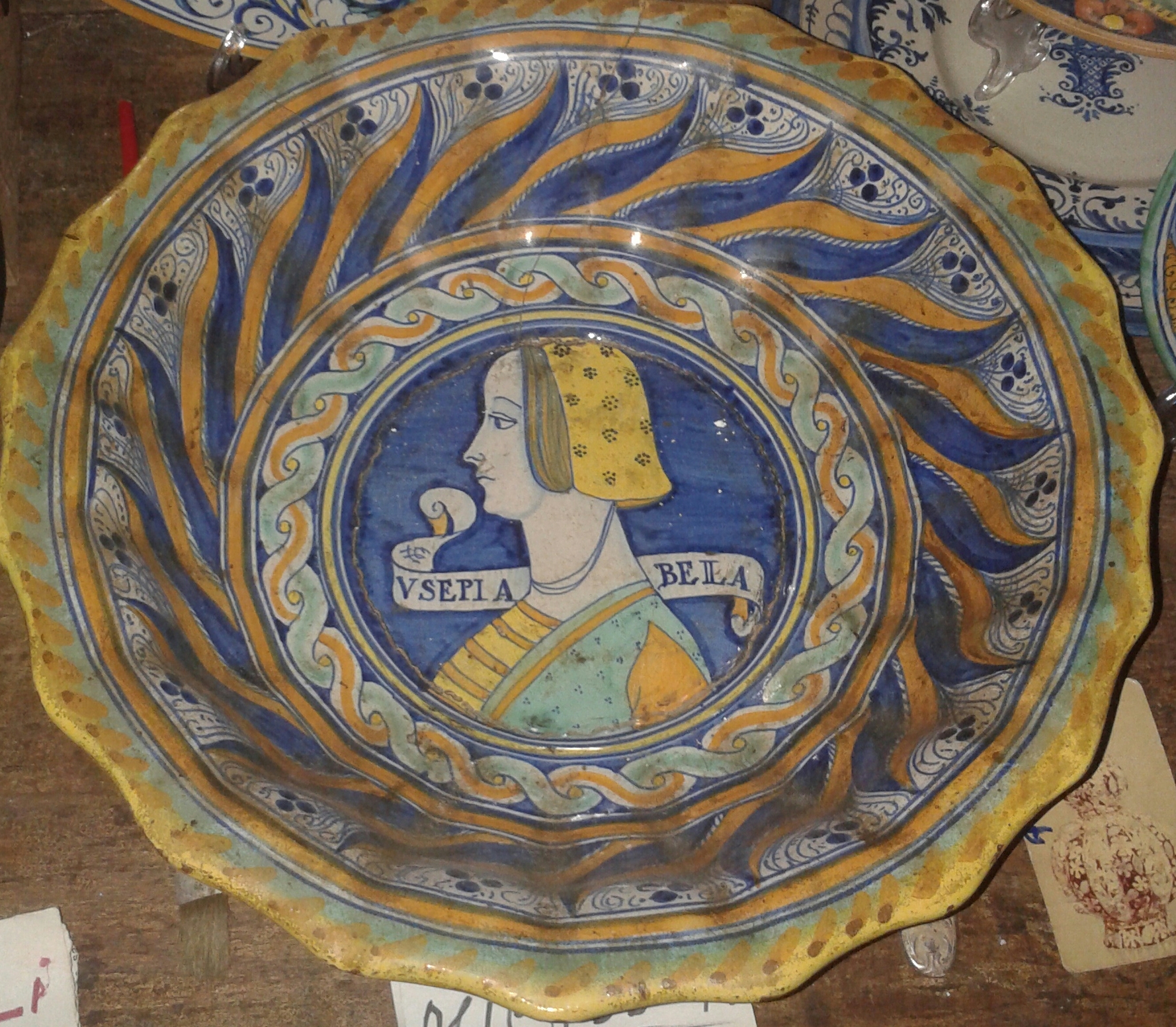
Angelo Micheletti, Bacile con profilo di donna

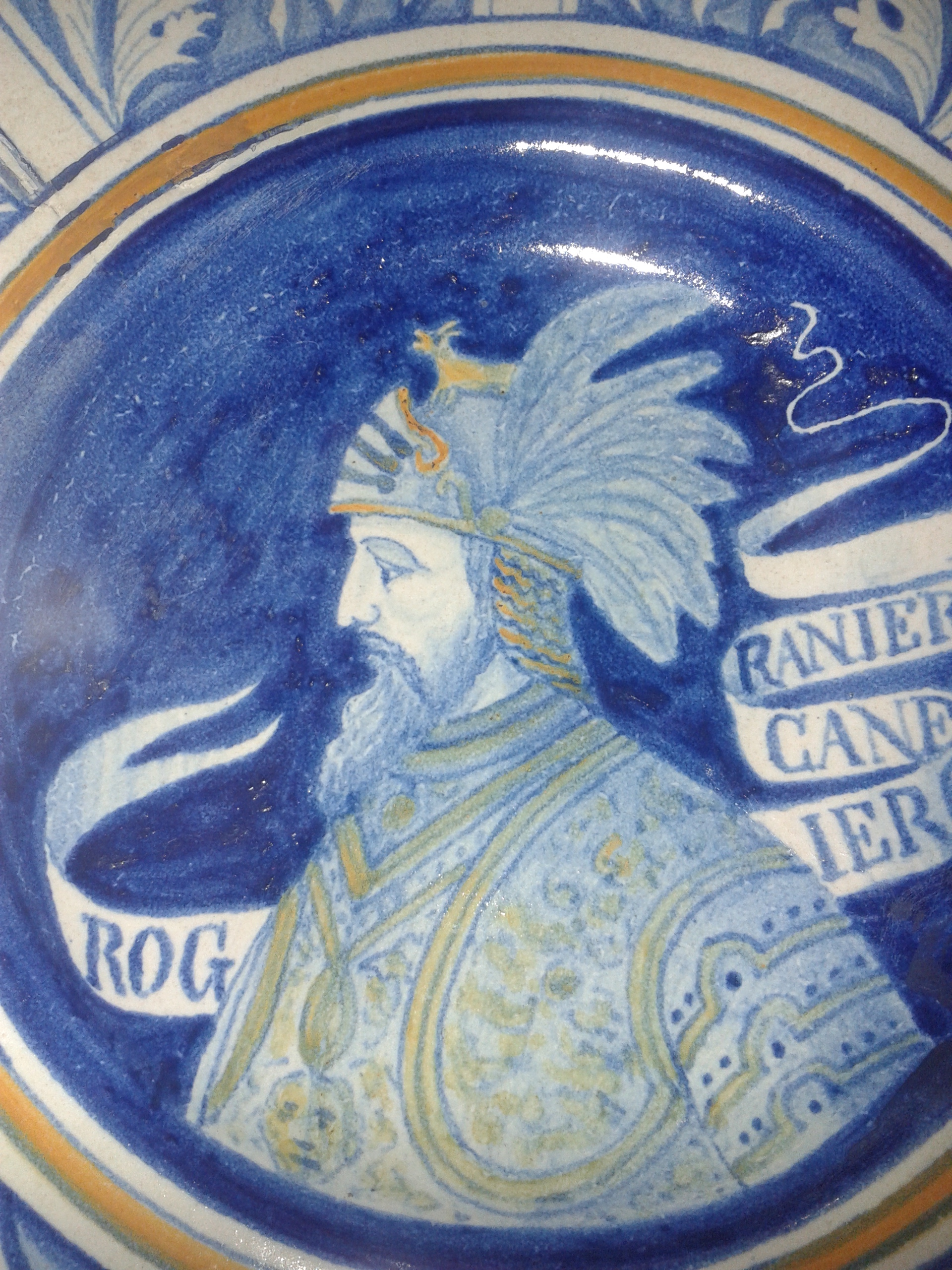
Angelo Micheletti, Piatto con Ruggero Cane Ranieri, part., 1898

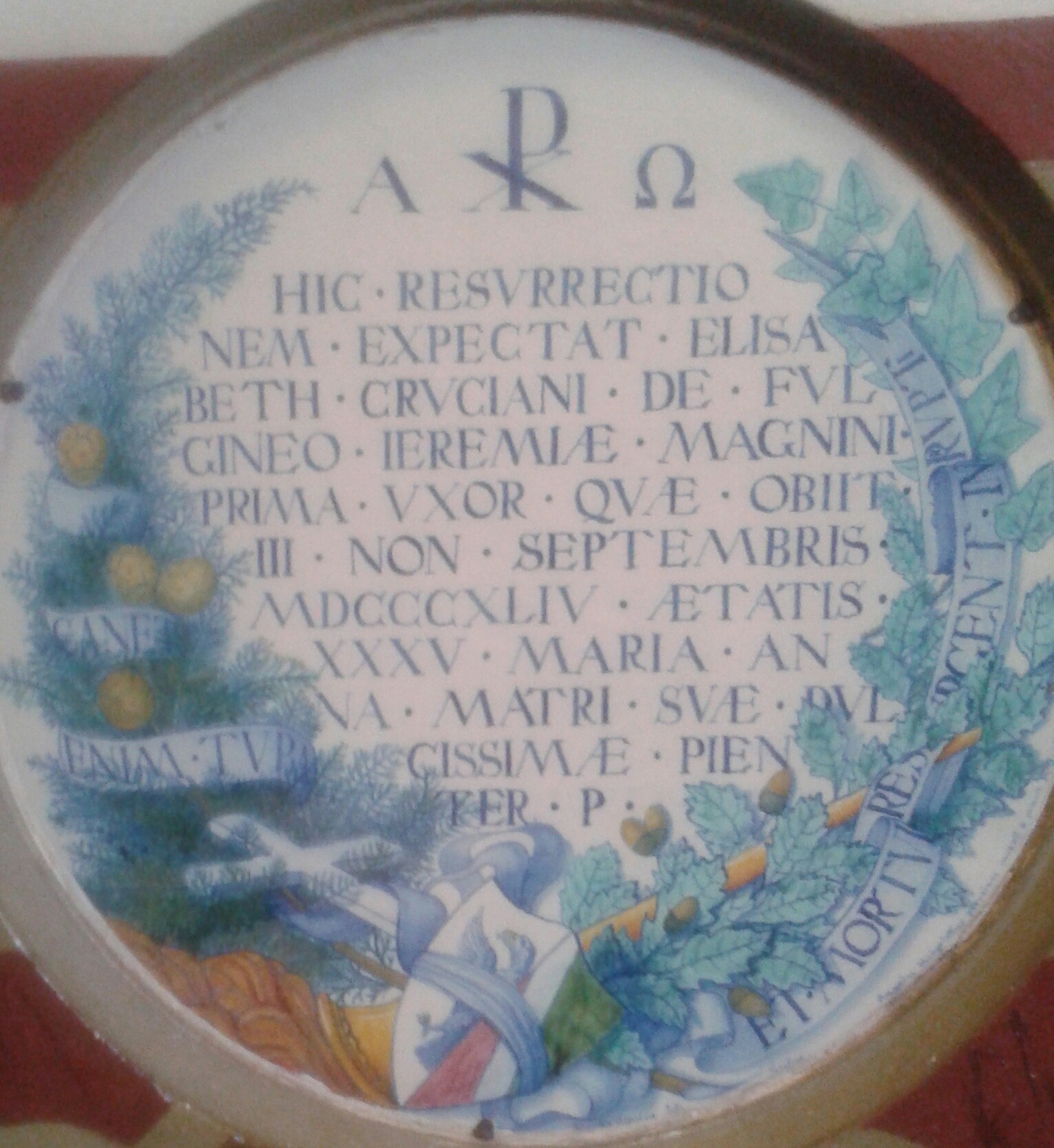
Angelo Micheletti, Targa funeraria di Elisabetta Cruciani, moglie di Geremia Magnini

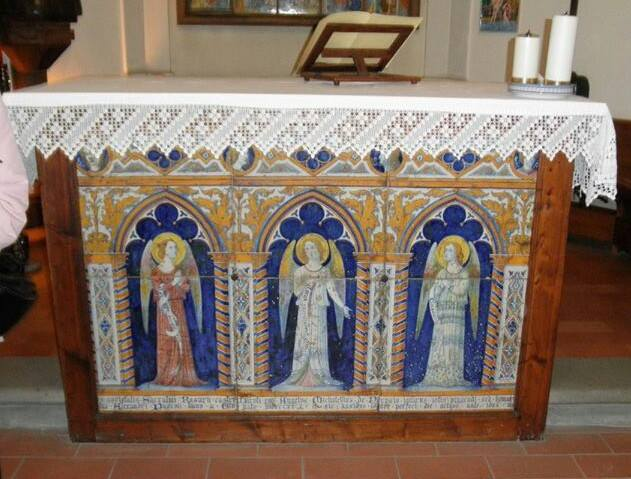
Angelo Micheletti, Paliotto "Madonna del Rosario", 1899

Angelo Micheletti (Perugia, 14 giugno 1853 – Deruta, 22 giugno 1901) è stato un ceramista e museologo italiano.

## Biografia
Angelo Micheletti esercitò a Deruta la professione di medico condotto e come ceramista era autodidatta. Di umili origini, era figlio di Domenico Riposati (1820-1908), oriundo di Gubbio, il cui cognome fu cambiato in Micheletti, e di Maria Ciarrapica (1830-1887), domestica. Amante dello studio, Angelo ebbe educazione religiosa ed era erudito in letteratura italiana, latina e greca, aveva letto Orazio e Virgilio e meditato su Sant'Agostino. 

### Le sueMemorie autobiografiche
La maggior parte delle notizie biografiche di cui disponiamo sono contenute nella sua autobiografia, che è stata interamente pubblicata nel 1992.. Considerato uno degli ispiratori della rinascita artistica della ceramica a Deruta, si definiva con modestia ignarus artis pingendi, poiché amava l'arte e disegnava, ma non aveva frequentato nessuna scuola artistica. Scrisse infatti: «Fui sempre amantissimo delle arti belle e fino da fanciullo dedito al disegno, sebbene non mi sia stato mai concesso di apprendere e coltivare la pittura, a cui mi sentiva fortemente inclinato.»
Nelle sue Memorie Angelo Micheletti ricordò fatti salienti, avvenuti a Perugia negli ultimi anni dello Stato della Chiesa, come la strage perpetuata il 20 giugno 1859 dagli Svizzeri papalini. Descrisse anche l'arrivo dei bersaglieri, i giorni del Plebiscito e i primi anni del Regno d'Italia. Si passò improvvisamente da un clima papalino, clericale e autoritario, ristagnante e chiuso ad influenze esterne, ad un sussulto tumultuoso e anticlericale, risorgimentale e massonico che, secondo Micheletti, creò ingiustizie e storture. Egli frequentò a Perugia il primo biennio di Medicina e il secondo a Firenze, dove si laureò nel 1880. Avrebbe preferito la carriera universitaria, ma accettò una condotta medica a Sant'Angelo di Celle, frazione di Deruta, dove arrivò in pieno inverno, sotto la neve: da quel momento si considerò esule a Deruta. Nel 1886 sposò Isabella Bolli (1863-1940), da cui ebbe nove figli, di cui quattro morti in età infantile, e uno nato dopo la sua morte.

### La ceramica a Deruta
La tradizione della ceramica non si era mai estinta, a Deruta; risaliva al '300, aveva goduto del massimo splendore nel '500, una rinascita a fine '700, ma alla fine dell'800 esistevano solo 6 fabbriche che producevano vasellame bianco e smaltato per uso domestico, mattonelle votive con l'immagine a rilievo della Madonna e dischi funebri, i cui soggetti erano ripetuti con poche varianti e con scarso valore artistico. Il Santuario della Madonna del Bagno a Deruta ha le pareti e i pilastri interamente coperti da targhe votive di quest'epoca.
Per incoraggiare la produzione della ceramica, il Comune di Deruta nel 1872 promosse una Esposizione Industriale a premio, con mostra di prodotti moderni e di una piccola raccolta di antiche ceramiche, di proprietà privata. A Deruta ottima era la qualità delle argille, ma carenti erano le cognizioni chimiche dei ceramisti e mancava una scuola di disegno.

### Altare della Madonna del Rosario
Angelo Micheletti nel 1899 realizzò il paliotto della "Madonna del Rosario", che è nella Chiesa di San Francesco (Deruta), con tre angeli adoranti ripresi da Beato Angelico e inseriti tra colonnine ritorte, sullo sfondo di nicchie decorate nei colori del blu e dell'oro. Si ispirò per quest'opera alla grande tradizione della ceramica italiana rinascimentale. Ne ha ricordato la realizzazione in un memoriale, scritto su pergamena e in duplice copia: un esemplare fu murato nell'altare della Madonna del Rosario e l'altro è conservato tra le carte della famiglia Micheletti. Questo memoriale è considerato il manifesto della rinascita dell'arte della ceramica a Deruta.
Micheletti vi ricorda che a Deruta si producevano: «piatti usuali e vasellami sporcati con filetti, sgorbi e pessime incisioni a spugna che per grossolanità non potevano più sostenere la concorrenza delle officine di fuori.» Un giorno vide il garzone ceramista Enrico Pignatelli (morto nel 1915) abbozzare in rosso una figura al centro di un piatto. Aiutato dalle sue conoscenze in chimica, fece qualche esperimento di ceramica dipinta, riproducendo antiche maioliche - frammenti di scavi locali - recuperando anche la tecnica del graffito e cuocendo i suoi manufatti nella fabbrica di Francesco Grazia. Incoraggiato dai risultati ottenuti, dal 1893 dipinse piatti, targhe, un tavolino, con decori ispirati al rinascimento. Nel 1899 montò il paliotto, realizzato su richiesta di Carlo Briganti, priore della Compagnia del Sacratissimo Rosario di Deruta, e con la collaborazione del ceramista Alpinolo Magnini, originario del posto, che ne disegnò il progetto. Con il ceramista Ubaldo Grazia (1887-1961) e con Alpinolo Magnini fece poi esperimenti e recuperò il lustro, il riflesso madreperlaceo fulvo-dorato che si dà sopra lo smalto. Ubaldo Grazia non volle mai rivelare alcuni componenti aggiuntivi della ricetta che andò perduta alla sua morte. Dal 1899 Angelo Micheletti si servì dei forni della fabbrica di Alessandro Pascali.

### Museo della Ceramica
Nel 1898 nacque a Deruta il "Museo artistico pei lavoranti in maiolica", per iniziativa del notaio Francesco Briganti, figlio di Carlo. Il Museo aveva scopi didattici, cioè doveva essere di aiuto agli artigiani ceramisti; ma aveva anche finalità storiche e documentarie. Alla raccolta del materiale museale contribuirono Alessandro Piceller di Perugia, che donò 101 ceramiche antiche, e il ceramista Alpinolo Magnini che portò da Roma una serie di acquerelli, riproducenti antiche ceramiche conservate in musei romani. Dal 22 dicembre 1900 al 9 maggio 1901 Angelo Micheletti, che ne era direttore, completò il catalogo degli oggetti esistenti in questo Museo: era il primo museo, in Italia, specializzato nella raccolta e nella esposizione della ceramica. Il manoscritto di Angelo Micheletti è oggi all'Archivio Comunale di Deruta. Questa raccolta rappresenta il nucleo originario dell'attuale Museo regionale della Ceramica di Deruta.

### Altre opere
Micheletti riprese l'idea del grande piatto "da pompa", tipico esempio del vasellame artistico rinascimentale. Sette sue opere, per suo lascito testamentario, sono al Museo regionale della Ceramica di Deruta, che ha sede nel complesso conventuale di San Francesco.
Alcune opere di Angelo Micheletti:
- Piatto con profilo di Pico della Mirandola; piatto con profilo romano; piatto con San Costanzo e panorama di Perugia, 1893.
- Targa con Garibaldi; tagliere con l'eucaristia, 1894.
- Piatto con stemmi di Deruta; piano di tavolino en trompe-l'oeil; piatto con chiesa di San Francesco, 1895.
- Piatto con il condottiero Ruggero Cane Ranieri; disco con iscrizione funebre, 1898.
- Piatto con Bella di profilo; altro piatto con Bella; piatto con stemma; piatto piccolo con decorazione squamata, 1899.
- Targa composta da due mattonelle affiancate e con iscrizione in latino sulla professione della Medicina, 1900.
- Piatto con Bella; piatto con filosofo Diogene; piatto con vaso e scritta "Deruta", 1901.
- Targa funeraria per Elisabetta Cruciani di Foligno, morta a 35 anni nel 1844, moglie di Geremia Magnini.
- Elementi in ceramica per la tomba della famiglia Micheletti, a Deruta.